# Cunningham (vela)

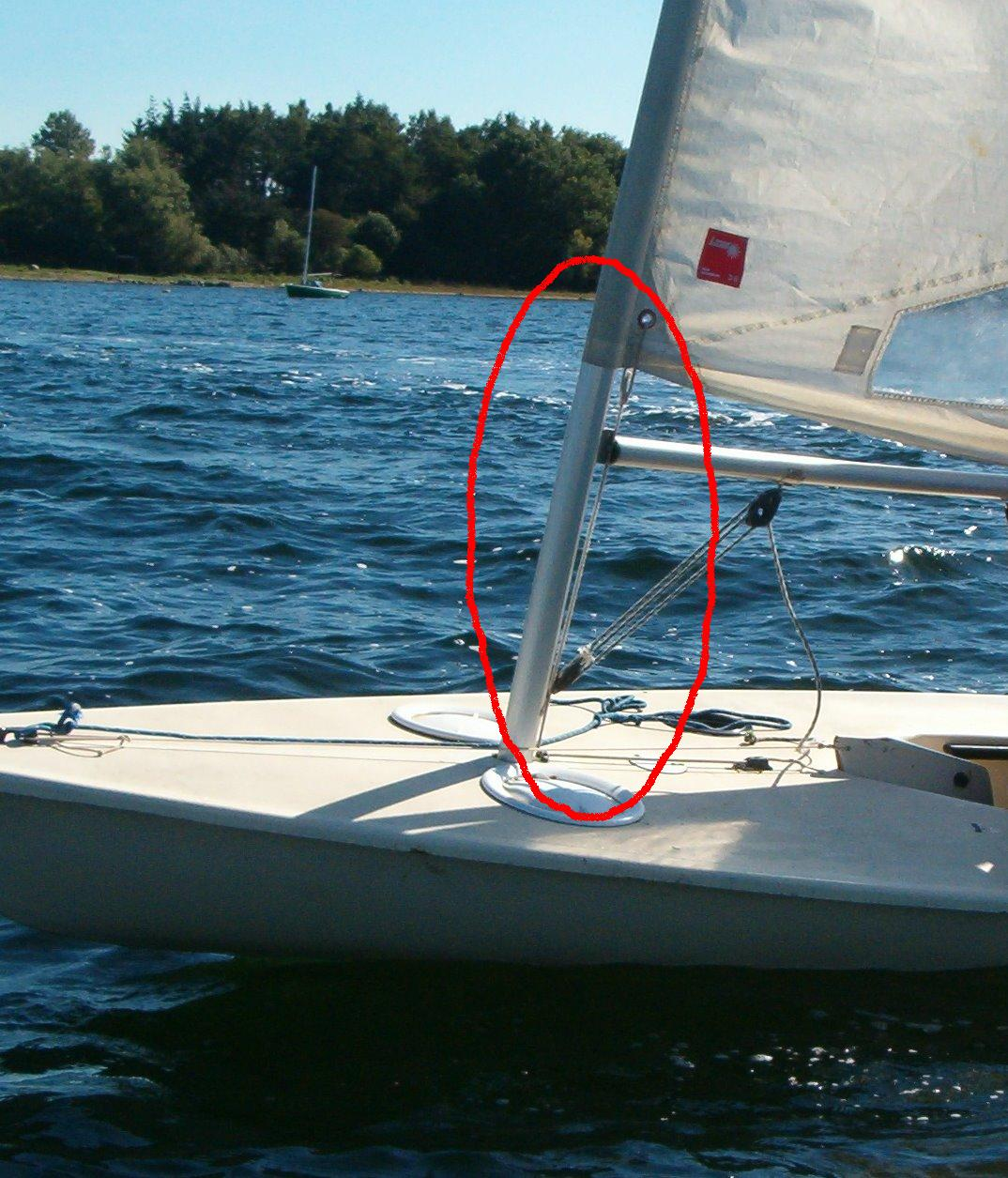
Fura na vela onde passa o Cunningham

Cunningham é em náutica um sistema de regulação da vela que permite tensionar a testa da vela, e assim regular a potência da embarcação relativamente à força do vento. Enquanto que regulador de tensão, aqui uma vela, pode ser considerado um esticador.

## Funcionamento
Quando se tira pelo Cunningham, está-se a puxar a vela para baixo mas como ela está presa no alto do mastro, é o mastro que se encurva para trás e concomitantemente o centro do mastro vai avançar e trazer com ele a vela que dessa forma vai ficar muito mais plano do que antes da acção do Cunningham . 

## Inventor
Diz-se que o sistema foi inventado nos anos 1920 por um célebre skipper da America's Cup, Briggs Swift Cunningham, grande desportista apaixonado de vela e de corrida de automóveis. Enquanto que navegador Briggs venceu a America's cup em 1958 no Columbia e como corredor, fê-lo em Le Mans num Corvette — “1960 Briggs Cunningham LeMans #3 Corvette — The story behind the car and the goals for the future…” .